# Itapexim
Itapexim, jedno od danas nestalih indijanskih plemena koji su nekada živjeli na području brazilske države Maranhão.
Jezično su pripadali porodici Tupian.